# Кіркеєшть
Кіркеєшть (рум. Chircăieşti) — село в Молдові в Каушенському районі. Утворює окрему комуну. 

## Історія
Село Кіркеєшть було засноване в 1796 році селянами-біженцями з інших районів Буджацького степу і документально підтверджено 31 травня 1812 року.  Після підписання Ясського мирного договіру побоюючись переслідувань з боку влади Османської імперії, Молдавське князівство залишило значна кількість жителів, більшість із яких переселилися за Дністер, а інша мігрувала в 1790-1820 роках з одного району Буджака в інший. Близько 9 тис. селян, які втекли від фанаріотський режиму, заснували нові поселення в Буджацькому степу. Серед них село Кіркеєшть.
Перекази вказують засновником села Пінтіліє Тодераско (рум. Pintilie Toderaşco). Була середина осені, коли пастух вирішив зупинити отару на довгу зимову перерву. Згодом збудував свій льох і ферму. Одна з версій щодо походження назви села полягає в тому, що вона вказувала на початкове заняття місцевих жителів – вивезення каменю, за що їх називали цирканями. За іншою версією, слово Chircăiesti походить з турецької мови і означатиме «сім публічних будинків».
Спочатку центр села був на місці, де сьогодні залізнична станція Хаджімус (рум. Hagimus. Остання хата в цій місцевості була зруйнована напередодні другої світової війни. Через часті розливи річки Дністер, русло якої знаходиться на відстані менше 6 км від села, та занадто крутий схил, що веде до річки, село переміщувалося в сторону сучасного розташування.
За Бухарестським мирним договором, Бессарабія була приєднана до складу Російської імперії. Після 1812 року російська влада переселила до сюди понад 10 тис. жителів з центральних губерній Росії та України. Поступово населення села почало збільшуватися.
В період з грудня 1917 року по грудень 1918 року село входило у склад Молдовської Демократичної Республіки.
27 березня 1918 року увійшло до складу Румунського королівства. 
Після підписання пакту Молотова-Рібентропа Бессарабія у 1940 році була приєднана до СРСР. 
У квітні 1941 року село окуповане німцями. 
Під час військових дій більшість хат в селі були спалені. Сільська церква була частково зруйнована. 24 серпня 1944 року в село зайшли радянські війська. У центрі села урочисто відкрито пам'ятник Невідомому герою. У 1946-1947 роках село охопив голод. Лише близько 30% жителів села пережили це лихоліття.

## Населення
У 1827 році в селі проживало 64 родини.
У 1862 році був 181 будинок, в яких проживало близько 1000 жителів. 
На початку століття XX в селі було 201 будинок, в яких проживало 1591 чоловік.
У 1971 році в місті проживало 3760 жителів.
З 1990 - х років спостерігалося зменшення чисельності населення Киркеєшть . Так, у 1994 році в селі проживало 3843 особи.
За даними перепису населення 2004 року у селі проживали 3523 особи і було зареєстровано 1239 домогосподарств.
Етнічний склад села
| Національність      | Число жителів | Відсотковий склад |
| ------------------- | ------------- | ----------------- |
| молдавани           | 3422          | 97,13             |
| румуни              | 55            | 1,56              |
| росіяни             | 25            | 0,71              |
| українці            | 8             | 0,23              |
| гагаузи             | 4             | 0,11              |
| болгари             | 3             | 0,09              |
| інші національності | 6             | 0,17              |
| Всього              | 3523          | 100 %             |

За даними перепису населення 2014 року у селі проживали 3016 осіб і зареєстровано 1023 домогосподарств.

## Освіта
Перша школа в Кіркеєшть відкрила свої двері в 1911 році з 2 класами.
У 2007 році середня школа була перетворена на ліцей Михайло Хоробрий (рум. Mihai Viteazul. Нині тут навчається близько 600 учнів та працює педагогічний колектив із 44 осіб.
Біля школи знаходиться дитячий садок, який відвідує близько 100 дітей. У селі також є спортивна школа, де готують спортсменів з вільної боротьби. У центрі села знаходиться будинок культури, який відбудовано у 2007 році.

## Релігія
Дерев'яна церква була збудована в перші роки після заснування села (1808 р.). 
У 1847 році збудовано кам'яну церкву.
Під час Другої світової війни була пошкоджена одна з веж та частково зруйновано дах.
У радянський період церква була закрита. З великим ентузіазмом її знову відкрили в листопаді 1990 р.

## Пам'ятки
В селі знайдені залишки Траянового валу, він продовжуються на схід до дністровських боліт. В історіографії вал розглядається як оборонна система Римської імперії «від північних варварів, що жили на території між Дністром і Прутом».

## Відомі особистості

### Народилися
- Журавський Микола Афанасійович (рум. Nicolae Juravschi; нар. 8 серпня 1964) — молдовський веслувальник-каноїст, дворазовий чемпіон Олімпійських ігор 1988 в каное-двійці на 500 м та 1000 м та срібний призер Олімпійських ігор 1996 в каное-двійці на 500 м. Заслужений майстер спорту СРСР (1988).
- В'ячеслав Йордан (рум. Veaceslav Iordan; нар. 12 червня 1966) — молдовський політик промосковського спрямування, який виконував обов'язки генерального примара Кишинева (січень-червень 2007).
- Данієла Кочу (рум. Daniela Cociu; нар. 4 травня 2000) — молдовська спортсменка, веслувальниця-каноїстка.